# Discografia di Morgenštern
La discografia di Morgenštern, rapper e youtuber russo, è costituita da sei album in studio, due raccolte, due EP e oltre cinquanta singoli.

## Album

### Album in studio
| Anno | Titolo e dettagli | Classifiche | Classifiche | Classifiche |
| Anno | Titolo e dettagli | EST         | LVA         | LTU         |
| --- | --- | ----------- | ----------- | ----------- |
| 2018 | Do togo kak stal izvesten - Pubblicato: 1º ottobre 2018 - Etichetta: Yoola - Formato: Download digitale, streaming          | —           | —           | —           |
| 2018 | Ulybnis', durak! - Pubblicato: 12 dicembre 2018 - Etichetta: Yoola - Formato: Download digitale, streaming                  | —           | —           | —           |
| 2020 | Legendarnaja pyl' - Pubblicato: 17 gennaio 2020 - Etichetta: Zhara - Formato: Download digitale, streaming                  | 12          | 10          | 71          |
| 2021 | Million Dollar: Happiness - Pubblicato: 20 maggio 2021 - Etichetta: Atlantic Russia - Formato: Download digitale, streaming | ×           | ×           | 12          |
| 2021 | Million Dollar: Business - Pubblicato: 27 maggio 2021 - Etichetta: Atlantic Russia - Formato: Download digitale, streaming  | ×           | ×           | 7           |
| 2022 | Last One - Pubblicato: 21 ottobre 2022 - Etichetta: Bugatti - Formato: Download digitale, streaming                         | ×           | ×           | 9           |
| "—" indica una pubblicazione non classificata in quel paese. "×" indica una classifica non esistente o non pubblicata. | |             |             |             |

### Raccolte
| Anno | Titolo e dettagli                                                                                            |
| ---- | --- |
| 2023 | Golden Hits - Pubblicato: 30 giugno 2023 - Etichetta: Bugatti - Formato: Download digitale, streaming        |
| 2023 | Golden Hits, Vol. 2 - Pubblicato: 7 luglio 2023 - Etichetta: Bugatti - Formato: Download digitale, streaming |

## Extended play
| Anno | Titolo e dettagli                                                                                              |
| ---- | --- |
| 2018 | Hate Me - Pubblicato: 17 febbraio 2018 - Etichetta: Rhymes - Formato: Download digitale, streaming             |
| 2025 | Alisher - Pubblicato: 14 febbraio 2025 - Etichetta: autopubblicato - Formato: LP, download digitale, streaming |

## Singoli

### Come artista principale
| Anno | Titolo                                                   | Classifiche | Classifiche | Classifiche | Classifiche | Album di provenienza      |
| Anno | Titolo                                                   | RUS         | EST         | LVA         | LTU         | Album di provenienza      |
| --- | -------------------------------------------------------- | ----------- | ----------- | ----------- | ----------- | ------------------------- |
| 2018 | Kopy na chvoste                                          | ×           | —           | —           | —           | /                         |
| 2018 | Vot tak                                                  | ×           | —           | —           | —           | /                         |
| 2018 | Otpuskaju                                                | ×           | —           | —           | —           | /                         |
| 2019 | Turn It On!                                              | ×           | —           | —           | —           | /                         |
| 2019 | Guerra                                                   | ×           | —           | —           | —           | /                         |
| 2019 | Mackafucka (con 4Teen)                                   | ×           | —           | —           | —           | /                         |
| 2019 | Novyj merin                                              | ×           | —           | 65          | —           | /                         |
| 2019 | Igrovoj komp'juter                                       | ×           | —           | —           | —           | /                         |
| 2019 | Yung Hefner                                              | ×           | 33          | 54          | —           | /                         |
| 2019 | Mne poch (con Klava Koka)                                | ×           | —           | 35          | —           | Neprilično o ličnom       |
| 2020 | Malyška (con Šarlot)                                     | ×           | —           | —           | —           | /                         |
| 2020 | Pososi                                                   | ×           | —           | —           | —           | /                         |
| 2020 | Cadillac (con Ėldžej)                                    | ×           | 4           | ×           | 37          | /                         |
| 2020 | Million (con N.Masteroff e DK)                           | ×           | —           | —           | —           | /                         |
| 2020 | Ice                                                      | ×           | 20          | —           | —           | /                         |
| 2020 | Lollipop (con Ėldžej)                                    | ×           | ×           | ×           | —           | /                         |
| 2020 | El problema (con Timati)                                 | ×           | ×           | ×           | 74          | Tranzit                   |
| 2020 | Watafuk?! (con Lil Pump)                                 | ×           | ×           | ×           | 83          | /                         |
| 2020 | Klip za 10 ljamov                                        | ×           | ×           | ×           | —           | /                         |
| 2020 | Cristal & Moët                                           | ×           | ×           | ×           | 11          | /                         |
| 2021 | Degenerat (con Džarachov)                                | ×           | ×           | ×           | —           | /                         |
| 2021 | Rozovoe vino 2 (con Yung Trappa)                         | ×           | ×           | ×           | —           | /                         |
| 2021 | Novaja volna (con DJ Smash)                              | ×           | ×           | ×           | 100         | /                         |
| 2021 | Leck (con Imanbek e Fetty Wap feat. KDDK)                | ×           | ×           | ×           | —           | /                         |
| 2021 | Dulo                                                     | ×           | ×           | ×           | —           | /                         |
| 2021 | Show                                                     | ×           | ×           | ×           | 97          | Million Dollar: Happiness |
| 2021 | Ja ne znaju (con Slava Marlow)                           | ×           | ×           | ×           | —           | /                         |
| 2021 | Domoj                                                    | ×           | ×           | ×           | —           | /                         |
| 2022 | Počemu?                                                  | 23          | ×           | ×           | —           | /                         |
| 2022 | 12                                                       | 5           | ×           | ×           | 97          | /                         |
| 2022 | Seljavi                                                  | ×           | ×           | ×           | 53          | /                         |
| 2022 | Nomer                                                    | ×           | ×           | ×           | —           | /                         |
| 2022 | Izvestnym (con The Limba)                                | ×           | ×           | ×           | —           | /                         |
| 2022 | Daleko (con Aarne)                                       | ×           | ×           | ×           | —           | AA Language               |
| 2022 | 05:00 (con LSP)                                          | ×           | ×           | ×           | —           | /                         |
| 2022 | Skol'ko stoit ljubov' (con The Limba, Niletto e BoombL4) | ×           | ×           | ×           | —           | /                         |
| 2022 | Priton (con Vacío)                                       | ×           | ×           | ×           | —           | /                         |
| 2022 | Bugatti (con Arut)                                       | ×           | ×           | ×           | —           | /                         |
| 2022 | Ja ubil Marka                                            | ×           | ×           | ×           | —           | /                         |
| 2022 | Double Cup (con Kizary)                                  | ×           | ×           | ×           | —           | /                         |
| 2022 | Cvety (con Lida)                                         | ×           | ×           | ×           | —           | /                         |
| 2023 | Grustno (con Magic Man)                                  | ×           | ×           | —           | —           | /                         |
| 2023 | Ne Prada (con Arut ed Ėldžej)                            | ×           | ×           | —           | —           | /                         |
| 2023 | Poidët                                                   | ×           | ×           | 17          | —           | /                         |
| 2023 | If I Ever (con Onative e Rich the Kid)                   | ×           | ×           | —           | —           | /                         |
| 2023 | Čërnyj russkij                                           | ×           | ×           | 4           | 71          | /                         |
| 2023 | Sčitaločka (con Entype e Onative)                        | ×           | ×           | —           | —           | /                         |
| 2023 | Underground 3 (con Entype e 104)                         | ×           | ×           | —           | —           | /                         |
| 2024 | Den' X                                                   | ×           | ×           | —           | —           | /                         |
| 2024 | Poslednjaja ljubov'                                      | 43          | ×           | 4           | 65          | /                         |
| "—" indica una pubblicazione non classificata in quel paese. "×" indica una classifica non esistente o non pubblicata. |                                                          |             |             |             |             |                           |

### Come artista ospite
| Anno                                                         | Titolo                                                                                    | Classifiche | Classifiche | Album di provenienza |
| Anno                                                         | Titolo                                                                                    | EST         | LVA         | Album di provenienza |
| ------------------------------------------------------------ | ----------------------------------------------------------------------------------------- | ----------- | ----------- | -------------------- |
| 2019                                                         | Gena Bukin (Džarachov feat. Tilėks, Big Russian Boss, Young P&H, DK, Morgenštern & Chleb) | —           | —           | /                    |
| 2019                                                         | Grustnaja pesnja (Thrill Pill feat. Egor Krid & Morgenštern)                              | 15          | 3           | Otkrovenija          |
| "—" indica una pubblicazione non classificata in quel paese. |                                                                                           |             |             |                      |

## Altri brani entrati in classifica
| Anno | Titolo                     | Classifiche | Classifiche | Classifiche | Album di provenienza |
| Anno | Titolo                     | RUS         | LVA         | LTU         | Album di provenienza |
| --- | -------------------------- | ----------- | ----------- | ----------- | -------------------- |
| 2020 | Ratatatata (con Vitja AK)  | ×           | 16          | —           | Legendarnaja pyl'    |
| 2025 | Krasnyj flag               | 52          | 5           | 91          | Alisher              |
| 2025 | Dom (London, Praga, Nicca) | 36          | 3           | 69          | Alisher              |
| 2025 | Povod                      | 6           | 1           | 37          | Alisher              |
| 2025 | Antidepressanty            | ×           | 12          | —           | Alisher              |
| 2025 | Pustoj vokzal              | 96          | 7           | —           | Alisher              |
| "—" indica una pubblicazione non classificata in quel paese. "×" indica una classifica non esistente o non pubblicata. |                            |             |             |             |                      |